# Solanum foetens
Solanum foetens là loài thực vật có hoa trong họ Cà. Loài này được Pittier ex S. Knapp miêu tả khoa học đầu tiên năm 1986.